# Glenn Ljungström
Glenn Ljungström (Nödinge-Nol, 7 settembre 1974) è un musicista e chitarrista svedese membro originale degli In Flames così come Jesper Strömblad.
Ljungström militò negli In Flames per sette anni e collaborò alla realizzazione di Lunar Strain, The Jester Race, Black-Ash Inheritance e Whoracle.
Non sembrano essere state diffuse ragioni ufficiali per cui Glenn avrebbe lasciato il gruppo, ma è possibile che la sua dipartita fosse a causa della direzione musicale intrapresa dalla band.
In seguito egli si unì al progetto parallelo di Jesper, i Dimension Zero ma lo abbandonò nel 2003, per poi rientrare nel 2005.